# ميشيل بيج
ميشيل بيج (بالإنجليزية: Michelle Page)‏ هي منتجة أفلام وممثلة أمريكية، ولدت في 19 يناير 1987 بفورت وورث في الولايات المتحدة.

## أعمال

### أفلام
- (2005) ملكة الدماثة 2 مسلحة ورائعة[1]
- (2007) أنا أعرف من قتلني[2]

### مسلسلات
- ذا منتاليست
- ميامي
- شبح هامس
- كاسل

## وصلات خارجية
- ميشيل بيج على موقع IMDb (الإنجليزية)
- ميشيل بيج على موقع ألو سيني (الفرنسية)
- ميشيل بيج على موقع أول موفي (الإنجليزية)
- ميشيل بيج على موقع قاعدة بيانات الفيلم (الإنجليزية)
- ميشيل بيج على موقع كينوبويسك (الروسية)